# Ройо дел Сангро
Ро̀йо дел Са̀нгро (на италиански: Roio del Sangro) е село и община в Южна Италия, провинция Киети, регион Абруцо. Разположен е на 840 m надморска височина. Населението на общината е 111 души (към 2010 г.).